# Бивер (Аляска)
Бивер (англ. Beaver, коюкон: Ts’aahudaaneekk’onh Denh) — статистически обособленная местность в зоне переписи населения Юкон-Коюкук, штат Аляска, США.

## География
По данным Бюро переписи населения США площадь Бивера составляет 55,9 км², из них суша составляет 53,1 км², а водные поверхности — 2,8 км² (5,05 %).

## Население
По данным переписи 2000 года население статистически обособленной местности составляло 84 человека. Расовый состав: коренные американцы — 85,71 %; белые — 4,76 %; представители двух и более рас — 9,52 %. Доля лиц в возрасте младше 18 лет — 40,5 %; лиц старше 65 лет — 7,1 %. Средний возраст населения — 29 лет. На каждые 100 женщин приходится 154,5 мужчин; на каждые 100 женщин в возрасте старше 18 лет — 163,2 мужчин.
Из 31 домашних хозяйств в 41,9 % — воспитывали детей в возрасте до 18 лет, 12,9 % представляли собой совместно проживающие супружеские пары, в 32,3 % семей женщины проживали без мужей, 38,7 % не имели семьи. 29,0 % от общего числа семей на момент переписи жили самостоятельно, при этом 6,5 % составили одинокие пожилые люди в возрасте 65 лет и старше. В среднем домашнее хозяйство ведут 2,71 человек, а средний размер семьи — 3,42 человек.
Средний доход на совместное хозяйство — $28 750; средний доход на семью — $29 792. Средний доход мужчины — $26 667, женщины — $16 875. Средний доход на душу населения — $8441.